# Decollidrillia
Decollidrillia é um gênero de gastrópodes pertencente a família Turridae.

## Espécies
- Decollidrillia nigra Habe & Ito, 1965[2]